# Bohicon
Bohicon es una ciudad en Benín, situada al este de Abomey en la línea ferroviaria de Cotonú a Parakou y en la carretera principal de Benín. Pertenece al estado de Zou. Tiene 129.350 habitantes (2006).
- Datos: Q2356092
- Multimedia: Bohicon / Q2356092